# دنیل شیفمن
دانیال شیفمن (به انگلیسی: Daniel Shiffman) (متولد ۲۹ ژوئیه ۱۹۷۳) یک برنامه‌نویس و عضو هیئت مدیره بنیاد پراسسینگ، و استاد هنرهای تعاملی در بخش ارتباطات مخابراتی (ITP) دانشکده Tisch در دانشگاه نیویورک است. شیفمن لیسانس ریاضیات و فلسفه را از دانشگاه ییل و مدرک کارشناسی ارشد خود را از ITP دریافت کرد.

## شروع تحقیقات
آثار هنری او شامل Swarm # 1 (2002)، Swarm # 2 (2002) و Swarm # 3 (2004) بود که درنهایت موجب کشف الگوریتم‌هایی برای ساخت الگوهایی از حرکت دسته جمعی پرندگان مجازی براساس مدل Boids کریگ رینولدز به عنوان Brushstrokes، تولید شده از ورودی فیلم زنده یک اثر هنری در لحظه شد. شیفمن پیش از علاقه خود به متن باز و هنرهای تجسمی، مدیر تولید P73 Productions Inc. یک شرکت تئاتر کوچک در نیویورک بود که با برخی از دوستان خود از ییل شروع به کار کرد.

## فعالیت فعلی
دانیال شیفمن در حال حاضر تمرکز خود را بر روی تولید محتوای آموزشی از جمله، مثال‌ها و کتابخانه‌های پراسسینگ، زبان برنامه‌نویسی منبع باز و محیط توسعه ایجاد شده توسط کیسی ریاس و بن فرای گذاشته‌است. شیفمن یک کانال محبوب در یوتیوب به‌نام The Coding Train  را که شامل فیلم‌های آموزشی در زمینه چگونگی برنامه‌نویسی در پراسسینگ و p5.js، یک کتابخانه منبع باز JavaScript با API مشابه با پراسسینگ است را اداره می‌کند. او همچنین اقتباسی از کتاب "Nature of Code" را با استفاده از p5.js و از طریق Kadenze تدریس می‌کند.

## کتاب‌ها
- The Nature of Code[۹]
- Learning Processing[۱۰]

## مقالات
- Daniel Shiffman. 2004. Swarm. In ACM SIGGRAPH 2004 Emerging technologies (SIGGRAPH '04), Heather Elliott-Famularo (Ed.). ACM, New York, NY, USA, 26.
- Daniel Shiffman. 2004. Reactive. In ACM SIGGRAPH 2004 Emerging technologies (SIGGRAPH '04), Heather Elliott-Famularo (Ed.). ACM, New York, NY, USA, 22.

## مطبوعات
- Schwendener, Martha. "Populism, Technology and Interactivity: Review." New York Times, Lateition (East Coast) ed. : NJ.13. 2011.[۱۱]
- Fox, Catherine. "Artistic Leap Savannah Museum Gets High-Profile Addition: Main Edition." The Atlanta Journal - Constitution: G.1. 2006.
- Bayliss, Sarah. "What if Jackson Pollock were a PC?" New York Times, Lateition (East Coast) ed. : 2.41. 2003.[۶]
- Marriott, Michel. "I Don't Know Who You are, but You'Re Toast." The New York Times 1998.